# 타임 트라이얼
많은 레이싱 스포츠에서 운동선수는 가장 빠른 시간을 확보하기 위해 시간 제한을 두고 타임 트라이얼(time trial)을 펼친다. 타임 트라이얼의 형식은 다양할 수 있지만 일반적으로 각 선수나 팀이 미리 정해진 간격으로 출발하여 코스에서 가장 빠른 시간을 설정하는 형식을 따른다.

## 사이클링
예를 들어, 사이클링에서 타임 트라이얼(TT)은 단일 트랙 사이클링 이벤트일 수도 있고 도로에서의 개인 또는 팀 타임 트라이얼일 수도 있으며, 후자 중 하나 또는 둘 다 며칠 동안 진행되는 스테이지 경주의 구성 요소를 형성할 수 있다. 다른 유형의 스포츠와 달리, 매스 스타트가 아닌 간격(인터벌 출발)으로 파견되기 때문에 선수들은 혼자 경주한다. 타임 트라이얼리스트는 경주에서 종종 몇 초 차이로 승리하거나 패배하기 때문에 약간의 공기역학적 이득을 유지하려고 노력한다.

## 스키
크로스컨트리 스키와 바이애슬론 대회에서는 스키어가 30~60초 간격으로 파견된다.